# Pitivi
Pitivi — вільний нелінійний відеоредактор для Linux, який розробляється різними учасниками зі спільноти вільного програмного забезпечення та проекту GNOME, а також підтримується Collabora.  Pitivi спланований як стандартний відеоредактор для екосистеми GNOME. Він ліцензований згідно з умовами GNU Lesser General Public License.
Серед можливостей Pitivi можна відзначити підтримку необмеженого числа шарів, збереження повної історії операцій з можливістю відкоту, відображення ескізів на шкалі часу, підтримку типових операцій обробки відео і звуку.

## Виноски
1. ↑  Hervey, Edward (1 липня 2007). Is that a video editor. blogs.gnome.org. Процитовано 7 січня 2010.
2. ↑  Hervey, Edward (1 травня 2004). PiTiVi. Edward Hervey. Процитовано 24 лютого 2014.
3. ↑  PiTiVi website. Архів оригіналу за 29 липня 2004. Процитовано 8 квітня 2009.{{cite web}}:  Обслуговування CS1: bot: Сторінки з посиланнями на джерела, де статус оригінального URL невідомий (посилання)
4. ↑  The Pitivi Open Source Project on Ohloh : Contributors Listing Page. Ohloh.net. 15 червня 2013. Архів оригіналу за 14 жовтня 2012. Процитовано 20 червня 2013.